# Release Therapy
Release Therapy é o sexto álbum de estúdio do artista americano de hip hop  Ludacris. Foi lançado em 26 de setembro de 2006, em Disturbing tha Peace e Def Jam South. A produção do álbum foi feita por The Neptunes, The Trak Starz, Dre & Vidal, DJ Toomp, The Runners e Palow da Don, e conta com os comentários dos rappers Young Jeezy, Field Mob, Beanie Sigel, Pimp C e C-Murder. Cantores de R & B Pharrell, Mary J. Blige, R. Kelly e Bobby Valentino.